# Подборовское озеро
Подборовское озеро — (укр. Підборівське озеро) озеро, расположенное на севере поселка Безлюдовка Харьковской области Украины. Его часто посещают жители Харькова для отдыха. На озере создан аквапарк «Александра», «Белый пляж» и пляж «Песочница».
По берегу озера проходит железная дорога Харьков - Изюм.

## Происхождение названия
Название происходит от местного микрорайона Подборовка (укр. Підборівка)